# Forges (Orne)
Forges település Franciaországban, Orne megyében. Lakosainak száma 215 fő (2018. január 1.). Forges Vingt-Hanaps, Larré, Écouves, Semallé és Valframbert községekkel határos.

## Népesség
A település népességének változása:
| Lakosok száma | 267  | 231  | 245  | 235  | 223  | 235  | 220  | 218  | 217  | 215  |
|               | 1962 | 1968 | 1975 | 1982 | 1990 | 2008 | 2013 | 2015 | 2017 | 2018 |